# Marko Grujić
Marko Grujić (Belgrád, 1996. április 13. –) szerb válogatott labdarúgó, posztját tekintve középpályás, az FC Porto játékosa.

## Pályafutása
Grujić a FK Crvena zvezda akadémiáján tanulta a játék alapjait, minden korosztályt végigjárva. 2013. május 26-án mutatkozott be a belgrádiak felnőtt csapatában az FK Vojvodina elleni bajnokin. Ezzel egy időben az FK Kolubara csapatában is játszott, kettős igazolással. 2015. május 17-én Grujić meghosszabbította a szerződését a FK Crvena zvezdával 2018-ig. 2015 őszétől részese volt a Zvezda 19 mérkőzésen át tartó veretlenségi sorozatának, aminek köszönhetően a szezon felénél 25 pontos előnyre tettek szert a bajnokságban. Teljesítményére több európai élklub is felfigyelt, végül az Liverpool FC szerződtette.

### Liverpool
2016. január 6-án jelentették be hivatalosan, hogy Grujić a Liverpool csapatához szerződik.  Ötéves  szerződést írt alá, mintegy 5.1 millió fontért.  Ő volt Jürgen Klopp első igazolása a Mersey-partaiknál. A szezon végéig kölcsönadták nevelőklubjának. Utóbb azt nyilatkozta, hogy a Real Madrid és a Barcelona érdeklődése ellenére szerződött az angol klubhoz.
Az idény hátralevő részében még nyolc bajnokin lépett pályára a Zvezdában, egy gólt szerzett, összesen 29 bajnokin 6 gól és 7 gólpassz volt a mérlege, valamint bajnoki címet ünnepelhetett, és beválasztották az év csapatába.
A Liverpoolban 2016. augusztus 20-án mutatkozott be, Adam Lallana helyére állt be  Burnley elleni bajnoki 78. percében.

### Cardiff City
2018. január 17-én az idény hátralevő részére a másodosztályú Cardiff City-hez került kölcsönbe. Három nappal később a Sheffield Wednesday elleni 0–0-s bajnokin mutatkozott be a csapatban.

### Hertha BSC
2018. augusztus 19-én a Hertha BSC csapatához került kölcsönbe a 2018-2019-es szezon végéig.
Első gólját a berlini csapatban december 8-án szerezte az Eintracht Frankfurt elleni 1–0-s győzelem alkalmával. Decemberben a csapat vezetőedzője, Dárdai Pál is dicsérte teljesítményét, mondván ő a legjobb képességű középpályás akivel a Herthánál együtt dolgozott. A hónap közepén bokasérülés miatt kellett hosszabb időt kihagynia. Dárdai később Stefan Effenberghez hasonlította a szerb játékost, aki a Bundesliga-szezon első felében 14 bajnoki mérkőzésen három gólt szerzett és egy gólpasszt adott.

### Porto
2020 októberében az FC Porto csapatához került kölcsönbe a következő idény végéig. Harminckilenc tétmérkőzésen lépett pályára  aportugál csapatban, két gólt szerzett. 2021 nyarán a Porto végleg megvette játékjogát a Liverpooltól. Grujić ötéves szerződést írt alá a csapattal.

### A válogatottban
Grujić tagja volt a 2015-ös Új-zélandi U20-as labdarúgó-világbajnokságon győztes szerb válogatottnak. A felnőtt válogatottban 2016 májusában mutatkozott be, Nemanja Matić helyére állt be a Ciprus elleni felkészülési mérkőzésen.
Tagja volt a 2018-as oroszországi világbajnokságon szerepló szerb válogatott keretének, de a tornán nem lépett pályára.

## Sikerei, díjai
Szerbia U20
- U20-as világbajnok: 2015

Crvena zvezda
- szerb bajnok: 2015-16

## Külső hivatkozások
- Profilja a Liverpool FC oldalán Archiválva 2016. augusztus 11-i dátummal a Wayback Machine-ben